# Campionato italiano di calcio per amputati
Campionato italiano di calcio per amputati to klubowe rozgrywki ampfutbolowe organizowany od 2019 roku we Włoszech, mające na celu wyłonienie mistrza kraju w amp futbolu.
Rozgrywki składają się z turniejów rozgrywanych systemem kołowym oraz meczów finałowych.
Organizatorem rozgrywek jest Federazione Italiana Sport Paralimpici e Sperimentali.

## Medaliści
| Sezon | T. | Mistrz                             | Wicemistrz              | III miejsce         | Najlepszy zawodnik | Najlepszy bramkarz | Najlepszy strzelec       | Uwagi   |
| ----- | -- | ---------------------------------- | ----------------------- | ------------------- | ------------------ | ------------------ | ------------------------ | ------- |
| 2019  | 1  | Nuova Montelabbate Calcio Amputati | Vicenza Calcio Amputati | Levante C. Pegliese | Emanuele Padoan    | Daniel Priami      | Gianni Sasso (12 bramek) | 4 kluby |

## Sezony

### 2019
Runda grupowa
|   | Klub                               | M | Z | R | P | Br+ | Br- | Br+/- | Pkt |
| 1 | Vicenza Calcio Amputati            | 6 | 5 | 1 | 0 | 35  | 4   | +31   | 16  |
| 2 | Nuova Montelabbate Calcio Amputati | 6 | 4 | 1 | 1 | 18  | 4   | +14   | 13  |
| 3 | ASD Fabrizio Miccoli               | 6 | 1 | 0 | 5 | 3   | 22  | -21   | 3   |
| 4 | Levante C. Pegliese                | 6 | 1 | 0 | 5 | 5   | 31  | -26   | 3   |

| 27 kwietnia 2019 16:00 | Vicenza Calcio Amputati | 8:2 | Levante C. Pegliese | Correggio |
|                        |                         |     |                     |           |

| 27 kwietnia 2019 17:00 | ASD Fabrizio Miccoli | 0:8 | Vicenza Calcio Amputati | Correggio |
|                        |                      |     |                         |           |

| 27 kwietnia 2019 18:00 | Nuova Montelabbate Calcio Amputati | 6:0 | Levante C. Pegliese | Correggio |
|                        |                                    |     |                     |           |

| 27 kwietnia 2019 19:00 | ASD Fabrizio Miccoli | 0:2 | Nuova Montelabbate Calcio Amputati | Correggio |
|                        |                      |     |                                    |           |

| 28 kwietnia 2019 9:15 | ASD Fabrizio Miccoli | 1:3 | Levante C. Pegliese | Correggio |
|                       |                      |     |                     |           |

| 28 kwietnia 2019 12:15 | Vicenza Calcio Amputati | 3:1 | Nuova Montelabbate Calcio Amputati | Correggio |
|                        |                         |     |                                    |           |

| 15 czerwca 2019 15:00 | Levante C. Pegliese | 0:10 | Vicenza Calcio Amputati | Vicenza |
|                       |                     |      |                         |         |

| 15 czerwca 2019 16:00 | Nuova Montelabbate Calcio Amputati | 4:0 | ASD Fabrizio Miccoli | Vicenza |
|                       |                                    |     |                      |         |

| 15 czerwca 2019 17:00 | Vicenza Calcio Amputati | 5:0 | ASD Fabrizio Miccoli | Vicenza |
|                       |                         |     |                      |         |

| 15 czerwca 2019 18:00 | Levante C. Pegliese | 0:4 | Nuova Montelabbate Calcio Amputati | Vicenza |
|                       |                     |     |                                    |         |

| 16 czerwca 2019 9:00 | Nuova Montelabbate Calcio Amputati | 1:1 | Vicenza Calcio Amputati | Vicenza |
|                      |                                    |     |                         |         |

| 16 czerwca 2019 10:00 | Levante C. Pegliese | 0:2 | ASD Fabrizio Miccoli | Vicenza |
|                       |                     |     |                      |         |

Faza finałowa
| 2 listopada 2019 9:30 | ASD Fabrizio Miccoli | 0:2 | Levante C. Pegliese · Vincenzo De Fazio · Marco Pollicino | San Donato di Lecce |
|                       |                      |     |                                                           |                     |

| 2 listopada 2019 10:30 | Vicenza Calcio Amputati | 0:1 | Nuova Montelabbate Calcio Amputati · Lorenzo Marcantognini | San Donato di Lecce |
|                        |                         |     |                                                            |                     |

Klasyfikacja końcowa
| Miejsce | Reprezentacja                      | Uwagi                   |
| ------- | ---------------------------------- | ----------------------- |
| złoto   | Nuova Montelabbate Calcio Amputati | Liga Mistrzów EAFF 2020 |
| srebro  | Vicenza Calcio Amputati            |                         |
| brąz    | Levante C. Pegliese                |                         |
| 4       | ASD Fabrizio Miccoli               |                         |